# マルクス・ポップ
マルクス・ポップ（Marcus Popp, 1981年9月23日 - ）は、ドイツの元男子インドア・ビーチバレーボール選手。フレーハ出身。元ドイツ代表。

## 来歴
ドイツ・ブンデスリーガのVCライプツィヒ、VfBフリードリヒスハーフェンでプレーするインドアのバレーボール選手と平行して、ビーチバレー選手としても活躍し、2003年U-23ビーチバレー欧州選手権で準優勝、2005年ビーチバレー・ワールドツアー・チャレンジャーのイタリア・カリアリ大会でケイ・マティシクとペアを組み、初優勝を飾る。
同年、VfBフリードリヒスハーフェンのリーグ優勝を経て、イタリア・セリエA2のタヴィアーノへ移籍。翌年にセリエA1のモンティキアーリへ移籍し、2006年世界選手権でナショナルチームに復帰した。ドイツ代表のウイングスパイカーとして通算88試合に出場し、2007年欧州選手権、2008年北京オリンピックに出場した。

## 球歴
- オリンピック - 2008年（9位）
- 世界選手権 - 2006年（9位）
- 欧州選手権 - 2007年（5位）

## 所属クラブ
- PSVケムニッツ （1998-2001年）
- VCライプツィヒ （2001-2003年）
- VfBフリードリヒスハーフェン （2003-2005年）
- バレー・タヴィアーノ （2005-2006年）
- ガベカ・モンティキアーリ （2006-2008年）
- ブル・バレー・ヴェローナ （2008-2009年）
- バレー・フォルリ （2009-2010年）
- パッラヴォーロ・ピアチェンツァ（2010-2011年）
- ラナ・ヴェローナ（2011-2012年）
- トゥールVB（2012-2013年）
- Maliye Milli Piyango Ankara（2013-2014年）
- UPCN VC（2014-2015年）
- Tokat Belediye Plevnespor（2016-2017年）